# Buddy Van Horn
Wayne „Buddy“ Van Horn (* 20. August 1928 in Universal City (Kalifornien); † 11. Mai 2021 in Los Angeles, Kalifornien) war ein US-amerikanischer Stuntman und Filmregisseur, der für seine langjährige Zusammenarbeit mit Clint Eastwood bekannt ist.

## Leben
Van Horn begann seine Filmkarriere 1951 als im Abspann nicht genannter Stuntman im Western Am Marterpfahl der Sioux. Bis Mitte der 1950er Jahre folgten einige weitere Western, 1955 arbeitete er in Die nackte Geisel erstmals mit Clint Eastwood zusammen, der in diesem Film eine kleine Nebenrolle spielte. Zu den bekannteren Filmen, in denen er in diesen Jahren als Stuntman wirkte, gehören In 80 Tagen um die Welt und Spartacus. 1968 begann seine langjährige Zusammenarbeit mit Eastwood, als er in Coogans großer Bluff erstmals als dessen persönliches Stuntdouble tätig war. In den folgenden Spielfilmen Eastwoods war Van Horn stets als dessen Double dabei. 1973 übernahm er bei Calahan die Regieassistenz und führte schließlich in den 1980er Jahren bei drei Filmen Eastwoods die Regie. Insgesamt arbeitete Van Horn in über 40 Filmen mit Eastwood zusammen, darunter auch Mystic River, Million Dollar Baby und Gran Torino, bei denen er als Stunt-Koordinator arbeitete.
Van Horn starb im Alter von 92 Jahren. Er hinterließ seine Ehefrau Konne und zwei Töchter.

## Filmografie (Auswahl)

### Stunts
- 1951: Die silberne Stadt (Silver City)
- 1955: Flucht nach Burma (Escape to Burma)
- 1956: In 80 Tagen um die Welt (Around the World in Eighty Days)
- 1960: Spartacus
- 1963: Eine total, total verrückte Welt (It's a Mad Mad Mad Mad World)
- 1966: Derek Flint schickt seine Leiche (Our Man Flint)
- 1968: Coogans großer Bluff (Coogan's Bluff)
- 1970: Ein Fressen für die Geier (Two Mules for Sister Sara)
- 1971: Dirty Harry
- 1973: Calahan (Magnum Force)
- 1973: Ein Fremder ohne Namen (High Plains Drifter)
- 1974: Die letzten beißen die Hunde (Thunderbolt and Lightfoot)
- 1975: Im Auftrag des Drachen (The Eiger Sanction)
- 1976: Der Unerbittliche (The Enforcer)
- 1977: Der Mann, der niemals aufgibt (The Gauntlet)
- 1978: Die durch die Hölle gehen (The Deer Hunter)
- 1980: Heaven’s Gate – Das Tor zum Himmel (Heaven's Gate)
- 1983: Dirty Harry kommt zurück (Sudden Impact)
- 1983: Dotterbart (Yellowbeard)
- 1984: City Heat – Der Bulle und der Schnüffler (City Heat)
- 1984: Der Wolf hetzt die Meute (Tightrope)
- 1985: Pale Rider – Der namenlose Reiter (Pale Rider)
- 1986: Heartbreak Ridge
- 1988: Crocodile Dundee II
- 1990: Rookie – Der Anfänger (The Rookie)
- 1993: Perfect World (A Perfect World)
- 1995: Das Netz (The Net)
- 1997: Absolute Power
- 1999: Ein wahres Verbrechen (True Crime)
- 2000: Space Cowboys
- 2003: Mystic River
- 2004: Million Dollar Baby
- 2006: Flags of Our Fathers
- 2006: Letters from Iwo Jima
- 2008: Gran Torino

### Regieassistenz
- 1973: Calahan (Magnum Force)
- 1990: Rookie – Der Anfänger (The Rookie)
- 1995: Outbreak – Lautlose Killer (Outbreak)
- 1997: Absolute Power

### Regie
- 1980: Mit Vollgas nach San Fernando (Any Which Way You Can)
- 1988: Das Todesspiel (The Dead Pool)
- 1989: Pink Cadillac